# Chavarzaq
Chavarzaq (farsi آب‌بر) è una città dello shahrestān di Tarom, circoscrizione di Chavarzaq, nella provincia di Zanjan in Iran. Nel 2011 aveva 1.753 abitanti. Si trova a nord-ovest di Ab Bar.